# 捷解新語
《捷解新語》是朝鮮的一本日語教科書，編寫於1618年，並於1676年由司譯院出版。它被认为是研究中世日語的來源之一。  

## 作者
康遇聖（韓語：강우성），晉州人。萬曆朝鮮之役期間，11歲的他和數千名朝鮮平民一同被綁架到日本。10年後他被釋放並返回朝鮮，后於1609年通過譯官考試，開始了身為譯官的職業生涯。他曾为從朝鮮出使日本的使節擔任翻譯，並在出使日本的出發地釜山擔任教師。
1618年，他完成了一系列日語教材，以到日本從事商務或外交的朝鮮人之間對話的形式呈现。

## 版本

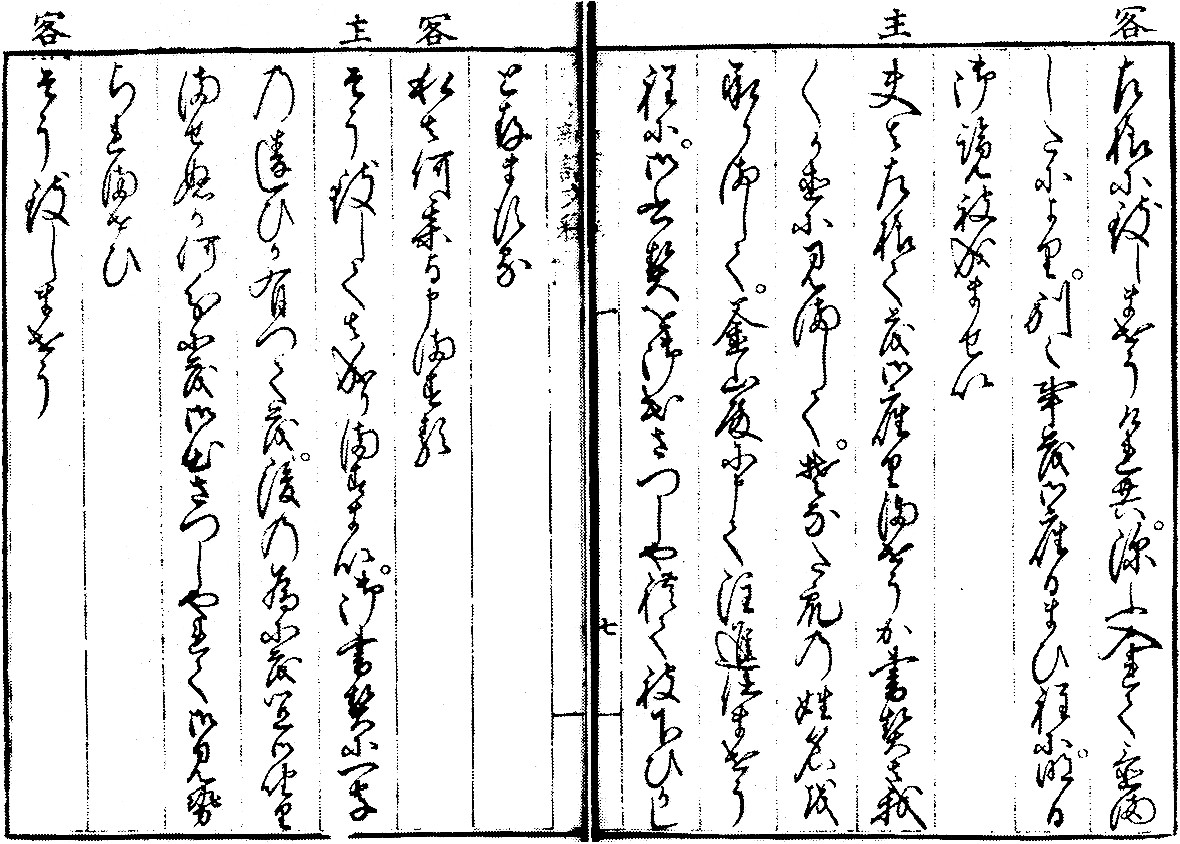
《捷解新語文釋》（1796年版）的頁面，使用日語混合文字

1676年，該書分成10冊出版，並被採納為日語教學的官方讀本，取代了14本過時的書目。 日文字以大型平假名書寫，右側附有諺文音標，附有韓漢混用文寫的翻譯。 該版本的一個副本收藏於首爾大學圖書館。 在接下來的兩個世紀中，這本書及其修訂版仍是唯一被指定的日文官方讀本。
1781年，被稱為《重刊捷解新語》或《改修捷解新語》的修訂版分為12冊出版。它包含與原文相同的對話和韓語翻譯，但更新了日文文本以反映當時的口語。 此版本的副本保存在首爾大學圖書館、東洋文庫和永平寺。 
早先的版本主要關注日本口語，故使用平假名表記該語言。1796年，《捷解新語文釋》分12冊出版，该书面向那些同時學習書面日語的人。 它旨在與前一版本配合，僅包含日文文本，並以日語混合文字重寫。 該版本唯一已知的倖存副本保存於首爾大學圖書館。 